# سیاست در اسرائیل
سیاست در اسرائیل تحت سلطه احزاب صهیونیستی است. آنها به‌طور سنتی در سه اردوگاه قرار می‌گیرند، دو مورد اول بزرگ‌ترین آنها: صهیونیسم کارگری، صهیونیسم تجدیدنظر گرایانه و صهیونیسم مذهبی. همچنین چندین حزب مذهبی ارتدوکس غیر صهیونیستی ، گروه‌های چپ غیر صهیونیستی و همچنین احزاب غیر صهیونیستی (شهروندان عرب اسرائیل) و ضد صهیونیستی در اسرائیل وجود دارند.
نوع حکومت اسرائیل جمهوری پارلمانی است. این کشور دارای نظام پارلمانی و حق رای عمومی است. در این کشور، رئیس‌جمهور مقامی تشریفاتی است و نخست‌وزیر به عنوان رئیس دولت و کِنست (پارلمان اسرائیل) به عنوان شاخه قانون‌گذار عمل می‌کند.
اسرائیل عضو رسمی سازمان ملل متحد است و در حال حاضر با بیش از صد و پنجاه و هفت کشور جهان روابط دیپلماتیک دارد. از سوی دیگر، ۳۲ کشور عضو سازمان ملل این دولت را به رسمیت نمی‌شناسند و برخی کشورها مانند جمهوری اسلامی ایران سراسر اسرائیل را فلسطین اشغالی (به عربی: فلسطین المُحْتَلّة) می‌نامند.
و از آن به عنوان رژیم صهیونیستی نام می‌برند

## شکل‌گیری
نوشتار اصلی: تاریخ اسرائیل
با شکل‌گیری جنبش سیاسی صهیونیسم در سال ۱۸۹۷ و بیانیه بالفور در سال ۱۹۱۷ میلادی، جامعه ملل، در پایان جنگ جهانی اول و پس از سقوط امپراتوری عثمانی، قیمومیت بر فلسطین را به بریتانیا اعطا کرد، با هدف این‌که قیمومیت بریتانیا «پیش‌زمینه‌های مطلوب سیاسی، اقتصادی و امنیتی برای تأسیس خانه ملی یهودیان را عهده‌دار شود و هم‌چنین برای حفاظت از حقوق مدنی و حقوق مذهبی از همه ساکنان سرزمین فلسطین، صرف‌نظر از نژاد و مذهب» بکوشد.

## نظام سیاسی
در اسرائیل احزاب بازیگران اصلی در صحنه سیاسی هستند، این احزابند که تعیین‌کننده نوع زندگی، جهت‌گیری‌های سیاسی و اجتماعی در اسرائیل هستند.
احزاب اصلی اسرائیل اغلب سال‌ها پیش از تأسیس دولت به وجود آمده‌اند، بارها دچار ائتلاف و انشعاب شده‌اند که این ائتلاف و انشعاب‌ها تاکنون نیز ادامه دارد.

## احزاب در اسرائیل

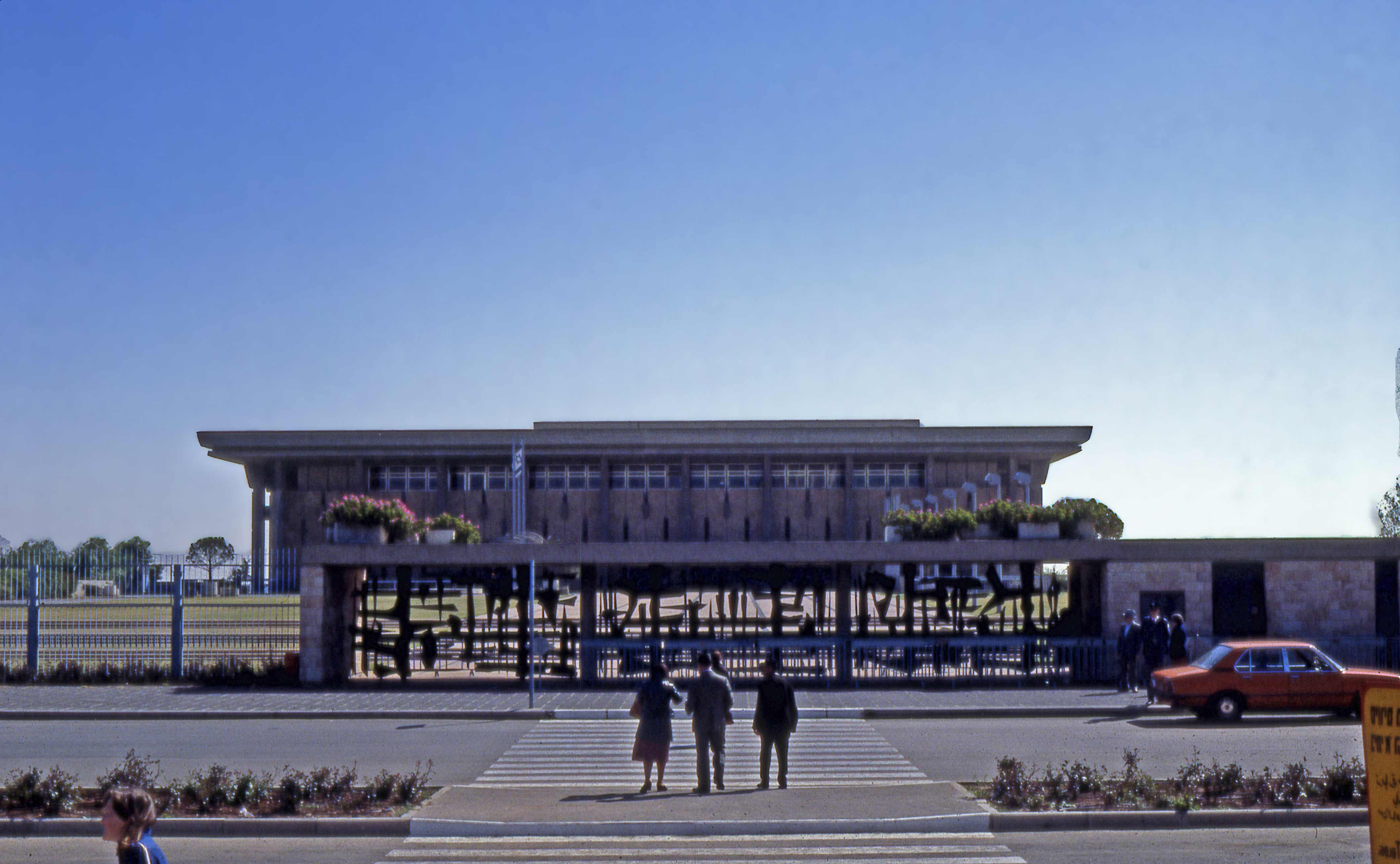
کِنسِت (مجلس نمایندگان) در اورشلیم

- حزب کارگر: در سال ۱۹۳۰ حزب ماپای با ادغام دو حزب قدیمی کارگری تشکیل شد و در همان دهه به حزب مسلط در عرصه سیاسی این کشور بدل شد و در سال ۱۹۶۵ ماپای با ائتلاف با حزب رافی حزب کارگر را تشکیل داد، حزب ماپای و بعدها کارگر از سال ۱۹۴۸ تا ۱۹۷۷ به صورت ممتد حزب حاکم اسرائیل بود و افراد سرشناسی چون داوید بن گوریون، شیمون پرز، اسحاق رابین از اعضای این حزب بودند. تعلقات ناسیونالیستی در حزب کارگر شدید نیست، این حزب طرفدار جدایی دین از سیاست و حزبی سکولار است.
- حزب لیکود: یکی از احزاب ناسیونالیست افراط گرای اسرائیل است، در گذشته با نام هروت (آزادی) فعالیت می‌کرده و در سال‌های ۱۹۲۰ تا ۱۹۳۰ در روسیه ایجاد گردیده.

این حزب در ابتدا طرفدار تشکیل دولت در دو سوی رود اردن بود و اندک اندک نظریاتش تعدیل یافت و امروزه از تشکیل دولت فلسطین فقط در ۵۰ درصد کرانه باختری حمایت می‌کند.
- حزب مفدال: در سال ۱۹۵۵ و از ائتلاف دو حزب میزراهی و اتحادیه کارگران مذهبی حزب مفدال با گرایش ملی-مذهبی ایجاد شد، مفدال دارای گرایش‌های مذهبی و ناسیونالیستی است، این حزب در اکثر دولت‌های ائتلافی اسرائیل حضور داشته و به عنوان یک حزب سیاسی شریک دولت شناخته می‌شود.
- حزب شاس: این حزب در ۱۹۸۴ توسط یک خاخام سیاسی به نام آریه دری تأسیس شد و یکی دیگر از احزاب مذهبی اسرائیل است، تعلقات ناسیونالیستی خاصی ندارد و بیشتر در پی اجرای قوانین دین یهود در جامعه و گرفتن امتیاز برای مدارس دینی و طلاب است.
- حزب مرتص: از اتحاد ۳ حزب کوچک‌تر به نام‌های راز، ماپام و شینویی به وجود آمد.

مرتز طرفدار سرسخت آزادی مذهبی است و بر تکثرگرایی در جامعه اسرائیل تأکید دارد و از این رو در جامعه اسرائیل قطب مخالف شاس محسوب می‌شود.
- حزب کادیما:این حزب توسط آریل شارون تأسیس شد.
- احزاب عرب: در اسرائیل ۳ حزب عرب نیز فعالیت می‌کنند که متناسب با جمعیت هوادار خود، نمایندگانی به کنست می‌فرستند.

## سیاست خارجی
اسرائیل عضو رسمی سازمان ملل متحد است و در بسیاری از کشورهای جهان، وابسته‌های دیپلماتیک دارد. در حال حاضر بیش از صد و شصت کشور جهان، اسرائیل را به رسمیت می‌شناسند و با این کشور روابط کامل دیپلماتیک دارند. تمامی کشورهای غربی، بخشی از آمریکای جنوبی، آسیا و آفریقا نیز کشور اسرائیل را به رسمیت شناخته‌اند. تمامی کشورهای غربی، بخشی از آمریکای جنوبی، آسیا و آفریقا نیز کشور اسرائیل را به رسمیت شناخته‌اند.

## منازعه فلسطین و اسرائیل
نوشتار اصلی: منازعهٔ فلسطین اسراییل
منازعهٔ فلسطین اسرائیل، مناقشه‌ای جاری میان فلسطینیان و اسراییلیان است، که در میانهٔ سدهٔ بیستم آغاز شد. منازعهٔ فلسطین ـ اسراییل، بخش محوری منازعهٔ گسترده‌تر اَعراب و اسراییل است، و به‌عنوان «رام نشدنی‌ترین منازعه» ی جهان از آن یاد شده‌است. منازعه، در هریک از جوامع فلسطینیان و اسراییلیان، گسترهٔ وسیعی از دیدگاه‌ها را پدیدآورده است. این موضوع، اختلافات عمیقی را که نه‌تنها میان فلسطینیان و اسرائیلیان وجود دارد، بلکه در هریک از این دو جامعه وجود دارد، برجسته می‌کند. مشخصهٔ این منازعه، سطح خشونت موجود در آن است، که شاهدی بر وجود آن در تمام دورانی‌ست که از آغاز آن می‌گذرد. جنگ میان طرفین، توسط ارتش‌های متعارف، گروه‌های شبه‌نظامی، جوخه‌های ترور، و افراد، اداره شده‌است، و تلفات ناشی از آن، به نظامیان محدود نمانده‌است؛ بلکه شمار زیادی از تلفات در غیرنظامیان دو طرف نیز پدیدآورده است. شخصیت‌های بین‌المللی برجسته در این منازعه درگیرند.

## نخست وزیران و دولت‌ها[۴]
رئیس دولت اسرائیل و قدرتمندترین فرد در عرصه سیاسی اسرائیل است. اگرچه رئیس‌جمهور اسرائیل رئیس دولت است، اما مقام او عمدتاً تشریفاتی است و نخست‌وزیر زمام امور را در دست دارد. محل اقامت رسمی نخست‌وزیر در اورشلیم است. نخست‌وزیر فعلی بنیامین نتانیاهو از حزب لیکود است که بدون احتساب مقام سرپرستان موقت دولت، نهمین نخست‌وزیر این کشور به‌شمار می‌رود.

## عضویت در سازمانهای بین‌المللی
- BSEC (ناظر)
- CE (ناظر)
- سرن (ناظر)
- بانک اروپایی بازسازی و توسعه
- فائو
- آژانس بین‌المللی انرژی اتمی
- بانک بین‌المللی بازسازی و توسعه
- سازمان بین‌المللی هوانوردی غیرنظامی
- اتاق بازرگانی بین‌المللی
- انجمن توسعه بین‌الملل
- صندوق بین‌المللی توسعه کشاورزی
- مؤسسه مالی بین‌المللی
- سازمان بین‌المللی کار
- صندوق بین‌المللی پول
- سازمان بین‌المللی دریانوردی
- سازمان بین‌المللی ماهواره‌های تلفنی
- اینتل‌ست
- پلیس بین‌الملل
- کمیته بین‌المللی المپیک
- سازمان بین‌المللی مهاجرت
- سازمان بین‌المللی استانداردسازی
- اتحادیه بین‌المللی مخابرات
- سازمان کشورهای آمریکایی (ناظر)
- سازمان منع سلاح‌های شیمیایی
- سازمان همکاری و توسعه اقتصادی
- سازمان امنیت و همکاری اروپا (شریک)
- دیوان دائمی داوری
- سازمان ملل متحد
- اتحادیه مدیترانه
- آنکتاد
- یونسکو
- کمیساریای عالی سازمان ملل متحد برای پناهندگان
- یونیدو
- اتحادیه جهانی پست
- سازمان جهانی گمرک
- سازمان جهانی بهداشت
- سازمان جهانی مالکیت فکری
- سازمان جهانی هواشناسی
- سازمان جهانی گردشگری
- سازمان تجارت جهانی